# Tour de Mersin
El Tour de Mersin (en turc Mersin Turu) és una competició ciclista per etapes que es disputa a la província de Mersin a Turquia. La cursa forma part de l'UCI Europa Tour, amb una categoria 2.2.

## Palmarès
| Any  | Vencedor           | Segon              | Tercer                 |
| ---- | ------------------ | ------------------ | ---------------------- |
| 2015 | Oleksandr Polivoda | Vitali Buts        | Mikhailo Kononenko     |
| 2016 | Nazım Bakırcı      | Ike Groen          | Stefan Koychev Hristov |
| 2017 | Stanislau Bajkou   | Eduard Vorgànov    | Galim Akhmetov         |
| 2018 | Eduard Vorgànov    | Stanamir Cholakov  | Nicolás Tivani Pérez   |
| 2019 | Peter Koning       | Branislau Samòilau | Halil İbrahim Doğan    |
| 2024 | Marcin Budziński   | Oliver Mattheis    | Dawit Yemane           |